# جون ثورستون
جون ثورستون (بالإنجليزية: John Thurston)‏ هو لاعب كرة قاعدة أمريكي، ولد في 17 أبريل 1948.